# De jongen van de maan
De jongen van de maan is een volksverhaal uit Indonesië.

## Het verhaal
De maan werd ooit bewoond door een vrouw met haar zoon, Jangga, en zijn hond. Jangga jaagt veel en hij verdwaalt. In het dal ziet hij een onbekende vrouw, ze wast kleren in de rivier. Hij volgt haar naar een huis en een oude man ziet Jangga. Jangga wordt uitgenodigd en Jangga vertelt eerlijk dat hij niet weet hoe de plaats heet waar hij en zijn moeder wonen. De man vertelt dat hij met zijn vrouw en dochter op aarde woont en Jangga mag blijven. Jangga mist zijn moeder en jaagt vaak. Op een dag trouwt hij met de dochter. Na een jaar is zijn dochter boos, Jangga gaat nog altijd veel jagen. Ze is hoogzwanger en nu de bevalling nabij is, wil ze dat haar man dicht bij het huis blijft.
De aanstaande vader droomt over zijn moeder, ze vertelt dat hij van de maan komt maar nu een aardbewoner is. Als zijn kind een jongen is, moet hij Jangga Hatuen Bulan genoemd worden. Een meisje moet Hendan Bawi Bulan genoemd worden en Jangga vraagt waarom ze niet samen kunnen zijn. Zijn moeder beloofd te komen als hij haar nodig heeft en Jangga wordt wakker. De volgende dag gaat Jangga jagen en al snel beginnen de weeën. De vrouw van Jangga bevalt met hulp van de dichtstbijzijnde buren en het is een jongen. De vrouw hakt de nageboorte fijn en bereid eten, waarna ze de baby voedt.
Als Jangga thuiskomt is hij verbaasd het kind te horen en kust het vaak. Hij noemt zijn zoon Jangga Hatuen Bulan en zijn echtgenote glimlacht alleen. Ze vertelt iets lekkers klaargemaakt te hebben en na het eten hoort Jangga dat dit de nageboorte van zijn eigen kind was. De vrouw is boos dat jagen belangrijker was dan zijzelf en Jangga besluit te vertrekken. Hij vertelt dat het kind moet weten dat zijn vader Jangga van de maan was en dat hij daarom zijn naam gekregen heeft. Alle nakomelingen moeten de oorsprong kennen en hij stapt met zijn hond het huis uit. Hij spreidt zijn armen en roept zijn moeder, waarna een donderslag klinkt. Een nevel omhult Jangga en zijn hond en ze verdwijnen, zijn echtgenote heeft berouw. Ze huilt lang en de goden maken haar een nachtuil (een soort arend die graag naar de maan kijkt en 's nachts jaagt).
Dit is de reden dat de nachtuil 's nachts voortdurend haar man roept terug te komen. Bij volle maan is Jangga Hatuen Bulan met de hond in de maan te zien.

## Achtergronden
- Zie ook Mannetje in de maan en De maan (sprookje).